# Felix Schmeidler
Felix Schmeidler, né le 20 octobre 1920 à Leipzig et mort le 29 octobre 2008 à Munich, est un astronome allemand. 

## Biographie
Grâce à la nomination de son père Bernhard Schmeidler (de) à Erlangen, Felix Schmeidler y est élevé. Membre d'une congrégation protestante réformée, après la retraite de son père, la famille déménage en 1936 à Munich. Felix Schmeidler y fréquente le lycée Maximilien de Munich (de) jusqu'à ce qu'il obtienne son diplôme d'études secondaires en 1938. En raison d'une tuberculose pulmonaire, qui sera plus tard guérie, il n'a pas à faire son service militaire et commence à étudier l'astronomie, les mathématiques, la physique et la météorologie à l'Université Louis-et-Maximilien de Munich. Il obtient son doctorat en 1941 et travaille ensuite comme auxiliaire et assistant à l'Observatoire universitaire de Munich (de). En 1950, il complète son habilitation par une thèse sur une théorie dynamique de l'atmosphère solaire.
Schmeidler a donné des conférences à Cambridge, effectué un séjour de recherche de deux ans en Australie et mené des expéditions astronomiques au Sahara, en Italie et au Canada. En 1958, il est nommé professeur associé.
Après sa retraite, il se consacre à des sujets liés à l'histoire de l'astronomie. Il travaille pour le centre de recherche Copernic de l'université Ludwig Maximilian de Munich et à la chaire d'histoire des sciences naturelles. 
Le fondateur de la Fondation de Prusse orientale et occidentale en Bavière, Heinz Radke, réussit à le convaincre de travailler pour la fondation. Il est membre du conseil d'administration de la création en 1971 jusqu'à sa mort. Cette fondation a donné lieu à la création en 1981 de la Société ancienne prussienne pour la science, la littérature et l'art, qui perpétue la tradition de la Société savante de Königsberg, qui a fonctionné à Königsberg de 1924 à 1945. Schmeidler en devient le premier président et le reste jusqu'à la fin de sa vie. Il a été secrétaire et deuxième président du groupe de travail pour les études régionales sur la Prusse orientale et occidentale à l'Université de Munich, fondé en 1982 sur la suggestion de Nikolaus Lobkowitz (de). En 1989, l'Institut d'études régionales de Prusse orientale et occidentale est fondé avec le soutien de l'État libre de Bavière, qui a parrainé le groupe ethnique allemand des Sudètes ainsi que les Prussiens de l'Est. Sous la direction du président fondateur Gerhard Grimm, Schmeidler reprend le poste de deuxième président et est le successeur de Grimm en 1998.
Marié à Marion Pampe, le couple a une fille et un fils.

## Hommage
- (22348) Schmeidler